# John McKinlay (remero)
John Dickinson McKinlay (Detroit, 20 de enero de 1932-Bloomfield Hills, 14 de enero de 2013) fue un deportista estadounidense que compitió en remo. Fue hermano gemelo del también remero Arthur McKinlay.
Participó en los Juegos Olímpicos de Melbourne 1956, obteniendo una medalla de plata en la prueba de cuatro sin timonel.

## Palmarés internacional
| Juegos Olímpicos | Juegos Olímpicos      | Juegos Olímpicos | Juegos Olímpicos   |
| Año              | Lugar                 | Medalla          | Prueba             |
| ---------------- | --------------------- | ---------------- | ------------------ |
| 1956             | Melbourne (Australia) | Medalla de plata | Cuatro sin timonel |